# Arthur Coke Burnell
Arthur Coke Burnell (* 11. Juli 1840 in St. Briavels, Gloucestershire; † 12. Oktober 1882) war ein englischer Indologe, Sprachwissenschaftler und Sanskrit-Gelehrter.

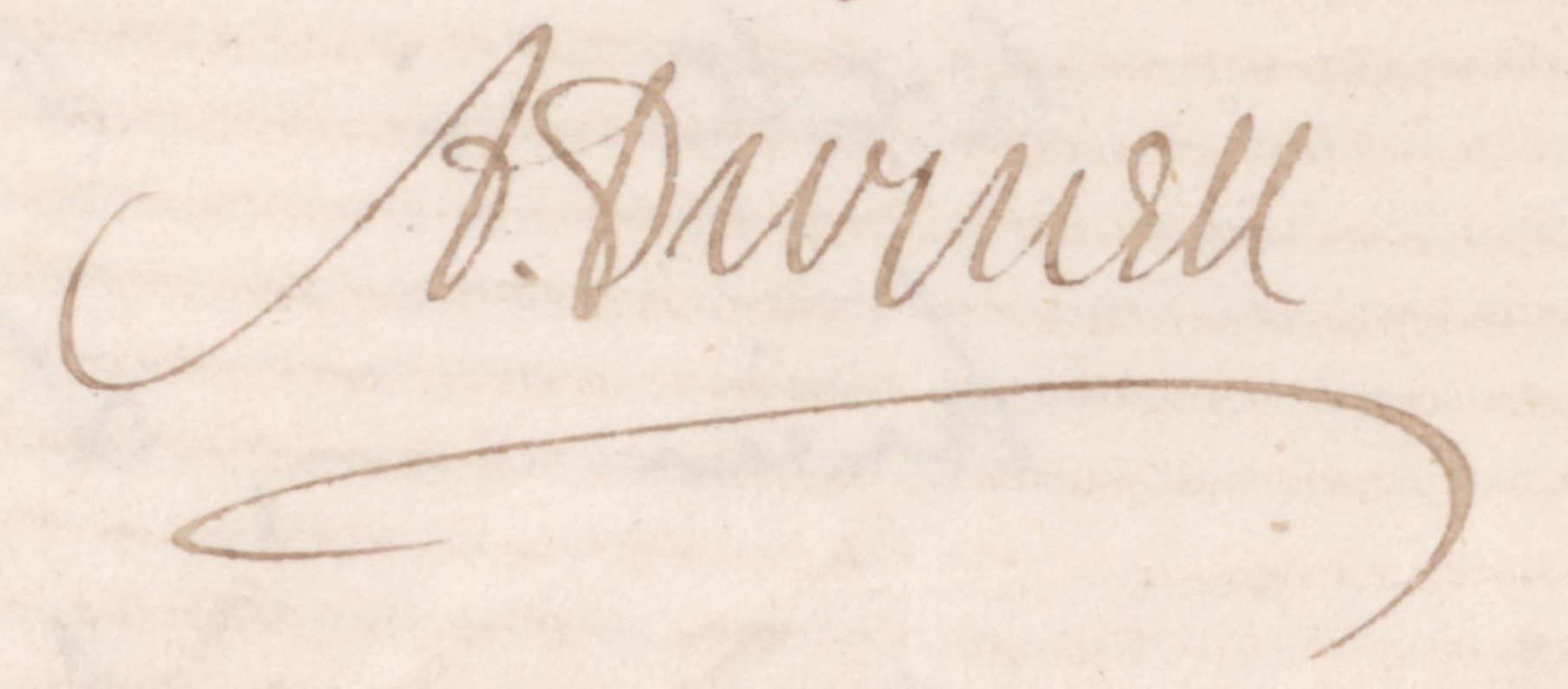
Unterschrift A.Burnell vom 3. Februar 1874 an Dr. Rost, London

## Leben und Werk

### Studium, Aufnahme in denIndian Civil Serviceund erster Indienaufenthalt 1857–1868
Burnell, ältester Sohn eines Marinebeamten der englischen East India Company, besuchte zunächst die Bedford School in Bedford und später das King’s College in London. Sein dortiger Lehrer, Professor Viggo Fausböll aus Kopenhagen, brachte ihn mit der Indologie, der Beschäftigung mit Sprache und Kultur des südasiatischen Subkontinents, in Kontakt, seiner lebenslangen Leidenschaft. Bei dem Sprachwissenschaftler und Kenner des Hindurechts Theodor Goldstücker (1821–1872) studierte er Telugu und Sanskrit.
Nach Ablegung der Prüfung zum Dienst im Indian Civil Service (ICS) im Jahr 1857 ging Burnell drei Jahre später (1860) als Mitglied des ICS nach Chennai (ehemals Madras), wo er an verschiedenen Orten der Madras Presidency in der Zivilverwaltung eingesetzt wurde und gleichzeitig Sanskrit-Manuskripte sammelte und kopierte. 1868 musste Burnell aus Gesundheitsgründen einen Urlaub antreten und lernte auf der Heimreise über Arabien, Ägypten und Nubien bei einem deutschen Mitreisenden, dem Herrnhuter Missionar und Bibelübersetzer Heinrich August Jäschke (1817–1883), Tibetisch, ferner Arabisch (in dem er bereits sein ICS-Examen abgelegt hatte), Kawi (Altjavanisch mit zahlreichen Sanskrit-Lehnwörtern), Javanisch und Koptisch.

### Zweiter Indienaufenthalt 1870–1880
In England hinterließ er der India Library des India Office seine Sammlung von 350 Manuskripten, ehe er 1870 wieder nach Indien zurückkehrte, wo er in Mangaluru (Mangalore) (an der Westküste des heutigen Karnataka) und Thanjavur (heute Tamil Nadu) als Richter tätig war. Auch dort sammelte und sichtete er die örtlichen Sanskrit-Manuskripte (oft auf Palmblättern und in verschiedenen Schriftarten), die schließlich in dem 12.000 Titel umfassenden Katalog Classified Index to the Sanskrit MSS in the Palace at Tanjore mündeten.
Auch für die südindische Paläographie und Epigraphik (Inschriftenkunde) leistete Burnell mit seinem Werk Elements of South Indian Palaeography (1874), das bis heute frequentiert wird, Außerordentliches, was ihm die Ehrendoktorwürde der Universität Straßburg eintrug.
In seiner Arbeit über südindisches Erbrecht (1868) kritisierte er die damals gängige britische Rechtspraxis, im Süden des Landes die Sanskrit-Rechtsquellen, noch dazu in irreführenden englischen Übersetzungen, als so genanntes Hindu Law anzuwenden; dies sei unangemessen und verkenne die Situation des dravidischen südlichen Landesteils.
In weiteren Schriften ging er, zum Teil unter Berufung auf frühe Kenner der Tamilliteratur und -sprache wie den Jesuitenmissionar Beschi (1680–1747). auf Grammatik und Dialekte dieser südindischen Sprache ein und veröffentlichte, zum Teil in Zusammenarbeit mit Henry Yule (Hobson-Jobson), zahlreiche weitere Werke, vor allem geschichtlichen Charakters sowie frühe Reisebeschreibungen.

### Rückkehr nach Europa und Tod 1880–1882
Ohnehin von schwacher Konstitution und durch Überarbeitung, das heiße Klima und eine Choleraattacke geschwächt, kehrte Burnell 1880 nach Europa zurück, wo er die beiden letzten Winter in San Remo verbrachte. Dort erwachte auch sein Interesse an Renaissanceliteratur, das sich in Arbeiten über Kardinal Pietro Bembo niederschlug. Während des Aufenthalts bei seinem Bruder in England erlag er 1882 einer Lungenentzündung.

## Werke (in Auswahl)
- Handbook of South Indian Palaeography
- Classified Index to the Sanskrit Manuscripts in the Palace at Tanjore